# IEEE 802.16

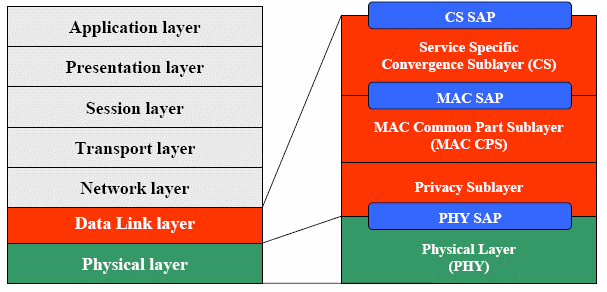
Fig.2 Capes del model ISO on aplica IEEE802.16

IEEE 802.16 (coneguda amb el nom WIMAX) és una sèrie de normes de comunicacions en xarxa i sense fils de banda ampla (similar a WLAN) per a àrees metropolitanes i desenvolupades pel grup de treball 16 del comitè d'estàndards LAN/MAN del IEEE. Es va establir com a grup de treball el 1999. La darrera versió es pot esbrinar aquí. Encara que la família de normes 802.16 s'anomena oficialment WirelessMAN dintre del IEEE, ha estat comercialitzada amb el nom WIMAX (Worldwide Interoperability for Microwave Access) de l'aliança industrial WIMAX forum. L'aliança promou la compatibilitat i interoperabilitat dels productes basats en les normes IEEE 802.16.

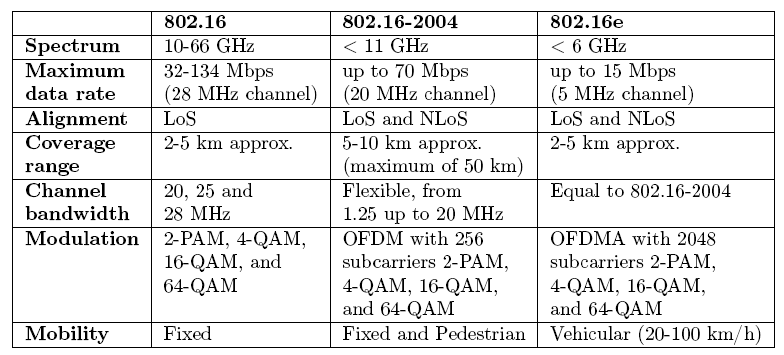
Fig.1 IEEE 802.16 : comparativa de prestacions.

## Estàndards
| Norma                  | Descripció | Status      |
| ---------------------- | --- | ----------- |
| 802.16-2001            | Accés sense fil i banda ampla fixa (10–66 GHz) | Reemplaçada |
| 802.16c-2002           | Perfils del sistema perr 10–66 GHz | Reemplaçada |
| 802.16a-2003           | Definicioan de Capa física i d'enllaç de dades MAC per 2–10 GHz | Reemplaçada |
| P802.16b               | Freqüències lliures de llicència (esbós de projecte) | Retirada    |
| P802.16d               | Perfils de sistema i manteniment per 2–11 GHz (Projecte fusionat amb 802.16-2004) | Fusionada   |
| 802.16-2004            | Interfície amb sistema d'accés per banda ampla fixa (actualitzat de 802.16–2001, 802.16a, 802.16c i P802.16d) | Reemplaçada |
| P802.16.2a             | Coexistència amb 2–11 GHz i 23.5–43.5 GHz (Projecte fusionat amb 802.16.2-2004) | Fusionada   |
| 802.16.2-2004          | IEEE Recomanacions per xarxes d'àrea metropolitana i local Coexistència amb Fixed Broadband Wireless Access Systems (802.16.2–2001 i P802.16.2a) Publicada a 2004-March-17.                                                                                            | Actual      |
| 802.16f-2005           | Gestió d'informació base (MIB) per 802.16-2004 | Reemplaçada |
| 802.16-2004/Cor 1–2005 | Correccions per operacions fixes (copublicada amb 802.16e-2005) | Reemplaçada |
| 802.16e-2005           | Sistema d'accés sense fil a banda ampla mòbil | Reemplaçada |
| 802.16k-2007           | Estàndard IEEE per xarxes d'àrea metropolitana i local : Ponts (MAC) de capa d'accés a dades. Modificació 2 : IEEE 802.16 (modificat a IEEE 802.1D) Publicat el 2007-Agost-14.                                                                                         | Actual      |
| 802.16g-2007           | Procediment i serveis de manteniment | Reemplaçada |
| P802.16i               | Base d'informació de la gestió mòbil (Projecte fusionat amb 802.16-2009) | Fusionada   |
| 802.16-2009            | Interfícies d'aire per a sistemes d'accés sense fil mòbils i fixes (actualitzat de 802.16–2004, 802.16-2004/Cor 1, 802.16e, 802.16f, 802.16g i P802.16i) | Reemplaçada |
| 802.16j-2009           | Retransmissor multihop. | Reemplaçada |
| 802.16h-2010           | Millorat mecanisme de coexistència per operació sense llicència | Reemplaçada |
| 802.16m-2011           | Advanced Air Interface amb velocitats de 100 Mbit/s mòbil i 1 Gbit/s fix. També conegut com Mobile WiMAX Release 2 o WirelessMAN-avançat. dirigit a ITU-R IMT-Rqueriments avançats a 4G systems.                                                                       | Reemplaçada |
| 802.16-2012            | Estàndard IEEE ler a interfícies d'aire per a sistemes d'accés sense fil per aire És actualitzada per 802.16h, 802.16j i Std 802.16m (però excloent el WirelessMAN-Advanced radio interface, que ha estat mogut a IEEE Std 802.16.1). Released el 17 d'agost del 2012. | Actual      |
| 802.16.1-2012          | Estàndard IEEE per WirelessMAN-Advanced Air Interface per Broadband Wireless Access Systems Publicat on 2012-September-07. | Actual      |
| 802.16p-2012           | Estàndard IIEEE per Air Interface for Broadband Wireless Access Systems Modificació 1: Millores pel suport Machine-to-Machine Applications Released on 2012-October-08.                                                                                                | Actual      |
| 802.16.1b-2012         | Estàndard IEEE per WirelessMAN-Advanced Air Interface per Broadband Wireless Access Systems Modificació 1: Millores pel Suport d'aplicacions Machine-to-Machine Aplicacions Publicats el 10 d'octubre del 2012.                                                        | Actual      |
| 802.16n-2013           | Estàndard IEEE per Air Interface per Broadband Wireless Access Systems Modificació 2: Millores pel Suport d'aplicacions Approvat el 5 de març del 2013. | Actual      |
| 802.16.1a-2013         | Estàndard IEEE per WirelessMAN-Advanced Air Interface per Broadband Wireless Access Systems Modificació 2: Xarxes de xarxes més fiables Aprovat el 6 de març del 2013.                                                                                                 | Actual      |

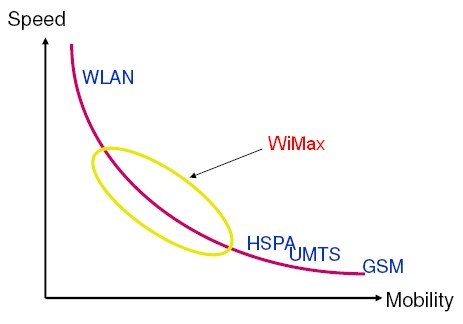
Fig.2 Comparativa de velocitat

La versió de la modificació 802.16e-2005 va ser desplegada el 2009. La versió IEEE 802.16-2009 va ser modificada perIEEE 802.16j-2009.